# トレーニングドラム

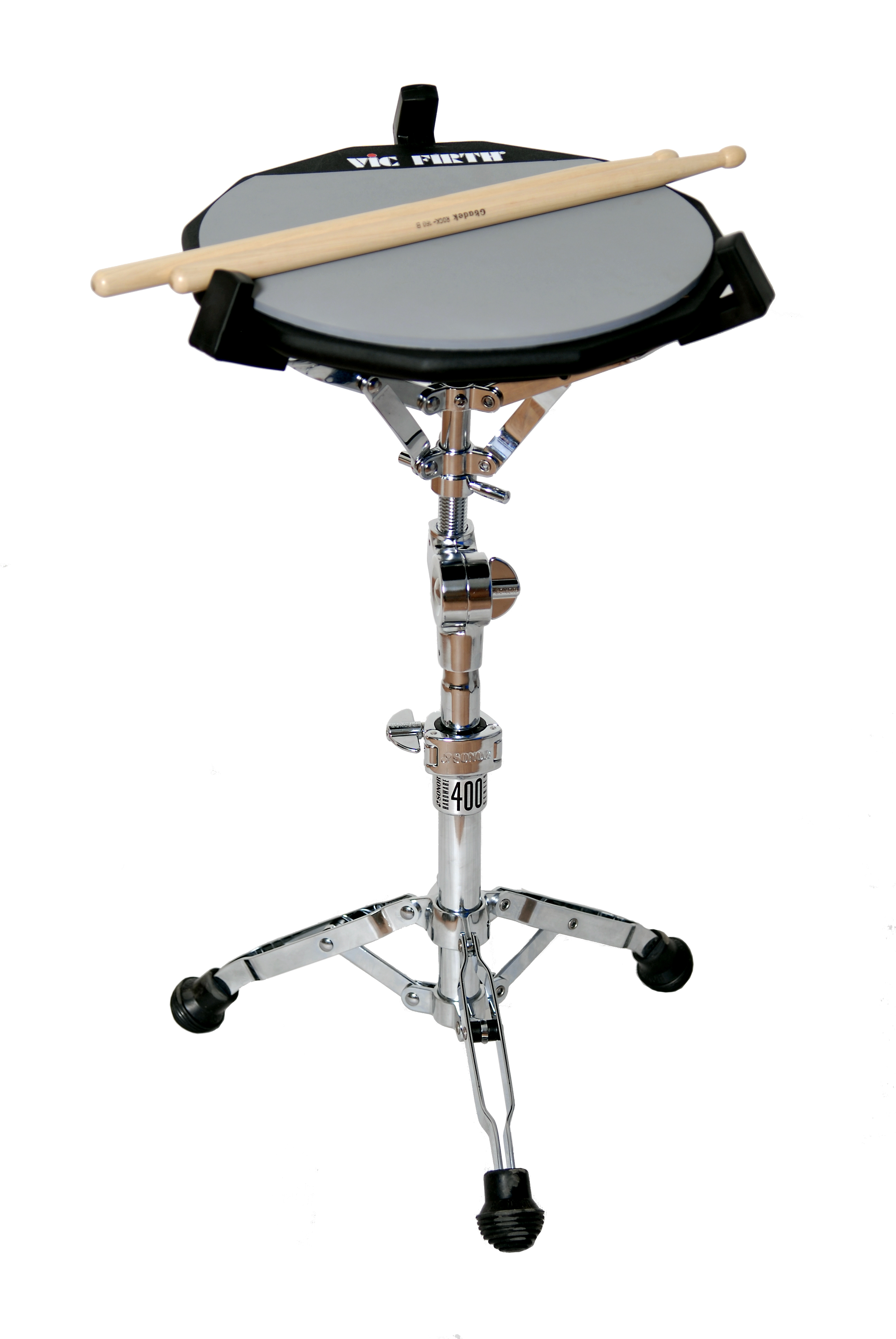
スタンドに装着したスネアドラムの練習パッド

トレーニングドラムはドラムの打面を模した物で、本物のドラムを騒音の問題で演奏できない場合や経済的理由で準備できない場合で使われる。英語のPractice Padから練習パッドとも言う。スネアドラムやタムなどのドラムを模した物、キックペダルによるバスドラム、マーチングのキャリングホルダーに取り付けることを想定した物、ドラムセットの形でまとめられた物などがある。
打面の材質により、ラバーヘッド、メッシュヘッド、プラスチックヘッド、ウッドヘッド等がある。

## 想定される利用ケース
- 騒音を出せない家庭や防音されていない音楽室、夜間などでの練習。バックステージで他のバンドが演奏しているときのリハーサル、ウォーミングアップ用。
- 家庭や音楽教室や学校のマーチングバンドなどで人数分のドラムを経済的に準備できないときの代用品として。